# Ógra Shinn Féin
Ógra Shinn Féin (conocida entre 2012 y 2018 como Juventud Republicana del Sinn Féin) es el ala juvenil del Sinn Féin, un histórico partido del republicanismo irlandés. OSF está organizada por toda Irlanda. 
Ciertos cargos públicos del SF son miembros de OSF. Aunque no hay una cifra oficial, Ógra Shinn Féin cuenta, aproximadamente, con 500 militantes. Se les ha atribuido el mérito de ser una de las más activas y numerosas organizaciones juveniles de Irlanda.
En cuanto a ideología, comparten la misma que el SF: la defensa de una Irlanda unida y republicana, el nacionalismo de izquierdas y el socialismo democrático.